# Bt (lok)
Bt är ett elektriskt linjelok som använts av Trafikaktiebolaget Grängesbergs Oxelösunds Järnvägar, TGOJ. När TGOJ började elektrifiera sin järnväg behövde man ellok och beställde i början på 1950-talet ett antal ellok från ASEA av typerna Ma, Hg och Ub, typer som även fanns hos SJ. Men man beställde även elva fyraxliga tvåhyttslok som kom att få Littera Bt med nummer 301-311. Loken hade många delar gemensamt med Ma och bland annat motorer och axlar var identiska. Det delar även en del tekniska lösningar med samtida Ra.
Bt drog både person- och godståg. I början av 1990-talet behövde TGOJ reservdelar till sina Ma-lok och samtliga utom Bt 305 skrotades efter att ha donerat delar till Ma-lok. Ursprungligen skulle Bt 306 ha sparats, men det var i sämre skick.
Loken var från började målade i två olika gröna nyanser men målades senare, som alla TGOJ:s lok, om i en orangeröd färg med vita linjer. De fick även nya strålkastare. Ett av loken, 305, är idag bevarat som museilok hos Lokmuseet i Grängesberg. Loket har återfått gamla strålkastare och målats grönt.